# Ernst-Otto Schlöpke
Ernst-Otto Schlöpke (* 12. August 1922 in Neustadt in Holstein; † 11. Juni 2011 in Lilienthal) war ein norddeutscher Heimatschriftsteller.

## Leben
Nach dem Besuch der Volks- und der Realschule in Neustadt in Holstein machte Schlöpke von 1939 bis 1941 eine kaufmännische Ausbildung in Lübeck. Anschließend wurde er Soldat und ab 1945 war er als Schauspieler tätig. Später arbeitete Schlöpke als Verlagsangestellter in Scharbeutz, nach einer Umschulung war er ab 1957 Pharmareferent. Ab 1963 lebte er in Bremen.
Schlöpke verfasste seine Werke in niederdeutscher Sprache und erhielt eine Anzahl literarischer Auszeichnungen. 1982 wurde seine Komödie Doktur Puust mit Fritz Hollenbeck in der Hauptrolle als Fernsehproduktion inszeniert.

## Werke
- Tieden sünd dat … Plattdüütsche Lieder för Triangel un söben Pauken. Verlag der Fehrs-Gilde, Hamburg 1963
- Twee Ohren hett de Minsch. Verlag der Fehrs-Gilde, Hamburg 1973, ISBN 3-87849-006-2
- Die Welt steiht Kopp. Verlag der Fehrs-Gilde, Hamburg 1977, ISBN 3-87849-012-7
- Doktor Puust. Komödie in 5 Törns. Mahnke, Verden (Aller), 1981
- Uns’ Leben is en Sommerdroom. Mit Leporello durch Schleswig-Holsteen. Husum-Druck- und Verlags-Gesellschaft, Husum 1981, ISBN 3-88042-145-5
- Amot hett sien Höög. Quickborn-Verlag, Hamburg 1991, ISBN 3-87651-133-X
- Ünnerwegens opsammelt. Jung, Kiel 1995, ISBN 3-929596-26-1
- Na sowat! Jung, Kiel 1999, ISBN 3-929596-70-9

## Auszeichnungen
- 1963: Freudenthal-Preis
- 1966: Friedrich-Hebbel-Preis
- 1970: Hans-Böttcher-Preis (Stiftung F.V.S. Hamburg)